# Zeche Neue Marck
Die Zeche Neue Marck im Bochumer Stadtteil Weitmar ist ein ehemaliges Steinkohlenbergwerk. Das Bergwerk war auch unter den Namen Zeche Neumark, Zeche Neumarck und Zeche Neumarker Stollen bekannt. Das Bergwerk wurde bereits Anfang des 18. Jahrhunderts ohne vorherige bergrechtliche Verleihung betrieben.

## Geschichte

### Die Anfänge
Um das Jahr 1733 wurde im Lindener Tal auf der Holtbrügger Wiese ein Stollen angesetzt. Heute befindet sich in dem Bereich die Neuhofstraße. Dieser Stollen erhielt den Namen Alter Neu Marcker Stolln, er wurde auch schlicht Oberstolln genannt. Bereits vor dem Jahr 1750 war das Bergwerk in Betrieb. Im Laufe der Jahre kam der Betrieb zum Erliegen. Am 17. Oktober des Jahres 1755 legte der Schichtmeister Johann Heinrich Schawacht die Mutung für das Bergwerk ein. In dem Muthzettel wurde angemerkt, dass das gemutete Flöz bereits vor Jahren gebaut worden war. Das begehrte Grubenfeld wurde jedoch nicht verliehen. Im Jahr 1770 war der Stollen mittlerweile verbrochen. Im Jahre 1775 wurde die Mutung auf ein Flöz eingereicht, welches bereits vor mehreren Jahren abgebaut worden war. Am 8. März des Jahres 1781 wurde eine erneute Mutung eingelegt, gleichzeitig wurde auch die Erbstollengerechtigkeit für einen Stollen beantragt. Als Muter traten diesmal auf Johann Heinrich Heukamp, der Schichtmeister Johann Heinrich Schawacht und der Vizebergschreiber Schmalenberg. Das Flöz wurde anschließend über Tage zwar vermessen, jedoch wurde auch dieses Mal keine Verleihungsurkunde ausgestellt. Dennoch wurde den Gewerken genehmigt, mit dem Bergwerksbetrieb zu beginnen.

### Die weiteren Jahre
Im Jahr 1783 wurde ein neuer Stollen aufgefahren. Dieser Stollen, der sich östlich der Hattinger Straße befand, wurde tiefer angesetzt als der alte Stollen. Am 16. Juni des Jahres 1784 wollte der Leiter des märkischen Bergamtsbezirkes, der Freiherr vom Stein, das Bergwerk befahren. Die Befahrung des Stollens war jedoch nicht möglich. Grund hierfür war der geringe Höhenabstand zur Hattinger Straße. Aus diesem Grund konnte die Hattinger Straße auch nicht unterfahren werden. Zu diesem Zeitpunkt wurde aus dem Stollen in geringem Maße über die tiefer gelegene Rösche Kohle gefördert. Vom Stein nahm an diesem Tag, anstatt der Befahrung des alten Stollens, den neu angesetzten Stollen in Augenschein. Vom Stein machte in seinem Protokoll Angaben über Zustand und die Leistung des Bergwerks. Er bemängelte in seinem Protokoll insbesondere die nichtbefahrbaren Grubenbaue. Im Jahr 1787 wurde das Bergwerk vermessen. Um das Jahr 1790 wurde ein tieferer Stollen 800 Meter nordöstlich des alten Stollens aufgefahren. Dieser Stollen wurde als Neumarcker Tiefer Stollen oder Neu-Marker Erbstollen bezeichnet. Er hatte eine Endlänge von 494 Metern und lag westlich der heutigen Straße „An der Holtbrügge“. Am 18. Juli des Jahres 1791 konsolidierten die Zechen Neue Marck und Kirschbaum zur Zeche Vereinigte Kirschbaum & Neumark.